# San Antonio, Tuxpan
San Antonio är en ort i Mexiko.   Den ligger i kommunen Tuxpan och delstaten Veracruz, i den sydöstra delen av landet, 260 km nordost om huvudstaden Mexico City. San Antonio ligger 5 meter över havet och antalet invånare är 198.
Terrängen runt San Antonio är mycket platt. Havet är nära San Antonio åt nordost.  Närmaste större samhälle är Tuxpan de Rodríguez Cano, 9,9 km väster om San Antonio. 